# Scene7
A Scene7 é uma subsidiária da Adobe Systems que oferece hospedagem de documentos e serviços de publicação interativa, como catálogos on-line e gerenciamento de vídeos e imagens. Os varejistas utilizam o Scene7 para exibir produtos em seus sites e permitir que os clientes editem as imagens de produtos através do zoom e da rotação dos produtos, simulando como as pessoas olham as mercadorias em lojas de varejo.
A empresa foi fundada como uma divisão da Autodesk. A divisão foi vendida para Broderbund em 1998, e, em seguida, foi intitulada de GoodHome.com em junho de 1999. Após a GoodHome.com não conseguir se tornar rentável, foi reorganizada e renomeada para Scene7. A Scene7 foi formalmente lançada em 2001. A empresa se concentrou em ajudar as empresas a preparar anúncios interativos para os consumidores. A Scene7 foi adquirida pela Adobe Systems em 2007.

## Perfil
Sendo uma subsidiária da Adobe Systems, a Scene7 fornece serviços de hospedagem de documentos e publicações interativas, normalmente cobrando à clientes de 30 mil dólares a 50 mil ao ano para converter arquivos de impressão de catálogo em páginas Web interativas. A empresa faz a maior parte de seus negócios na América do Norte. Seus principais concorrentes de serviços de imagem dinâmica e tecnologia são a RichFX e LiquidPixels. Os produtos da Scene7 dependem de vários produtos da Adobe, incluindo o Adobe Photoshop, Adobe InDesign, Adobe Flash, Adobe Illustrator e Adobe Flex; a relação da Scene7 com a Adobe existia antes da Adobe comprar a empresa. A Scene7 não mantém nenhum servidor para hospedar seus serviços.
Os clientes da Scene7 incluem as empresas Sears, Lands' End, Harrods, Macy's, Office Depot, Levi Strauss & Co., La-Z-Boy, e QVC. A varejista Anthropologie tem usado os serviços da Scene7 para criar e implantar catálogos on-line para o seu site de comércio eletrônico desde 9 de novembro de 2004. A varejista implementou o serviço de imagem dinâmica da Scene7 para permitir que os clientes ampliem os produtos, semelhante ao modo como a mercadoria é olhada em lojas de varejo. A loja de departamentos Harrods assinou um acordo com a Scene7 em 24 de junho de 2005 para usar o imaging and catalog system, um serviço da Scene7, no site da loja. Isso permitiu que a Harrods pudesse converter todo o seu material impresso para um formato digital para uso na Internet.

## História

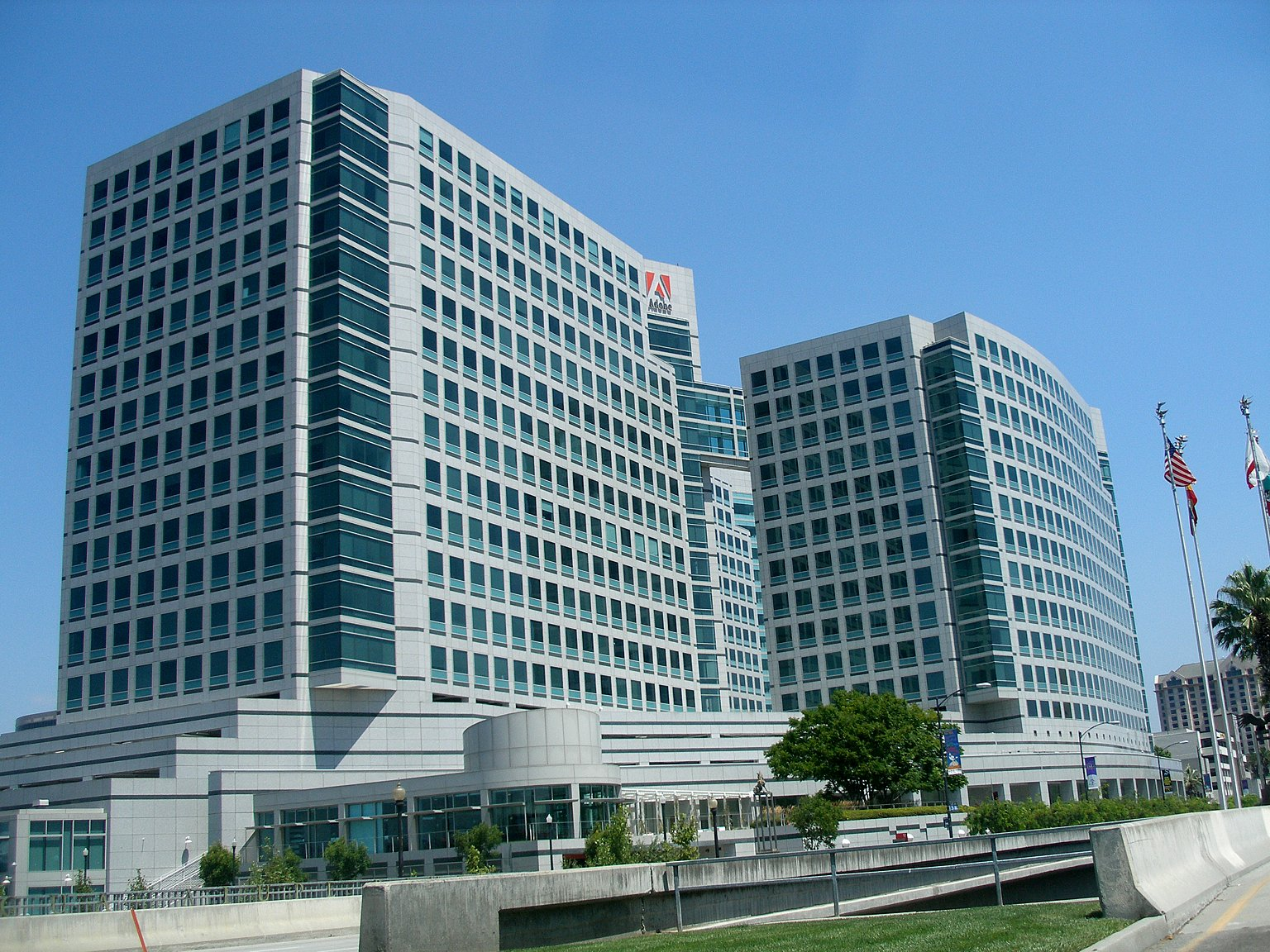
A Adobe Systems, sediada em São José, Califórnia, adquiriu a Scene7 para ajudar a impulsionar sua estratégia de serviços globais.

A empresa começou como uma equipe de desenvolvimento que criou um software chamado Picture This Home em meados da década de 1990 para a Autodesk em São Rafael, na Califórnia. Em 1998, o software e sua equipe de 40 desenvolvedores foram vendidos para a Brøderbund, que era de propriedade da The Learning Company, uma subsidiária da Mattel Inc. A Broderbund intitulou o nome da empresa de GoodHome.com em junho de 1999.
Em setembro de 1999, a GoodHome.com fundiu-se com a nHabit.com, uma empresa rival, para sua sede em São Rafael, Califórnia. Depois de passar vários anos operando em perda, a GoodHome.com renomeou-se para Scene7, que formalmente fora lançado em 2001 com 15 milhões levantados a partir de investidores que incluíam a Hearst Interactive Media. A nova empresa se concentrou em ajudar as empresas a preparar anúncios interativos para os consumidores.
A Scene7 mudou-se de São Rafael para Novato, também na Califórnia, em 2002 para acomodar mais funcionários. Desde o início da década de 2000, o crescimento da empresa tem sido alimentado por um aumento no acesso à Internet de banda larga, que carrega catálogos virtuais mais rapidamente do que acessando pela Internet discada. Quando os catálogos apareceram pela primeira vez no final da década de 1990, os gráficos levavam muito tempo para carregar. Depois  que a Internet se tornou mais rápida, os catálogos virtuais rapidamente cresceram e se tornaram uma característica nas lojas online.
A Adobe Systems adquiriu a Scene7 em 2007 sem uma quantia revelada.